# فهرست جایزه‌ها و نامزدی‌های بونگ جون هو
در اینجا فهرستی از جایزه‌ها و نامزدی‌هایی که بونگ جون هو دریافت کرده است، آورده شده است.
بونگ جون هو فیلمساز اهل کره جنوبی است. او جوایز متعددی از جمله سه جایزه اسکار، دو جایزه بفتا و جایزه نخل طلای جشنواره فیلم کن را دریافت کرده است. او همچنین دو بار نامزد جایزه گلدن گلوب شده است.
بونگ جون هو سه جایزه اسکار در بخش‌های بهترین فیلم، بهترین کارگردانی و بهترین فیلم‌نامه غیراقتباسی را برای کمدی سیاه انگل (۲۰۱۹) برنده شد. اگرچه این فیلم جایزه اسکار بهترین فیلم بین‌المللی را هم به دست آورد، اما این جایزه به فرد خاصی تعلق نمی‌گیرد و کارگردان(ان) فیلم برنده آن را در صحنه دریافت می‌کنند. در این جایزه، کشور به‌طور کلی نامزد شده و در نهایت جایزه را می‌برد.
او در جشنواره فیلم کن ۲۰۱۹ جایزه اصلی این جشنواره، یعنی نخل طلا را برای فیلم انگل دریافت کرد و پیش از آن با فیلم کمدی ماجراجویی علمی تخیلی اوکجا در جشنواره فیلم کن ۲۰۱۷ رقابت کرده بود. بونگ جون هو دو جایزه بفتا نیز برای بهترین فیلم‌نامه غیراقتباسی و بهترین فیلم غیرانگلیسی‌زبان برای «انگل» در هفتاد و سومین دوره جوایز بفتا دریافت کرد.

## انجمن‌های بزرگ

### جوایز اسکار
| سال  | دسته                       | اثر نامزد شده | نتیجه | منابع |
| ---- | -------------------------- | ------------- | ----- | ----- |
| ۲۰۱۹ | بهترین فیلم                | انگل          | برنده | [ ۱ ] |
| ۲۰۱۹ | بهترین کارگردانی           | انگل          | برنده | [ ۱ ] |
| ۲۰۱۹ | بهترین فیلم‌نامه غیراقتباسی | انگل          | برنده | [ ۱ ] |
| ۲۰۱۹ | بهترین فیلم بین‌المللی      | انگل          | برنده | [ ۱ ] |

### جوایز فیلم بفتا
| سال             | دسته                        | اثر نامزد شده   | نتیجه           | منابع           |
| جوایز فیلم بفتا | جوایز فیلم بفتا             | جوایز فیلم بفتا | جوایز فیلم بفتا | جوایز فیلم بفتا |
| --------------- | --------------------------- | --------------- | --------------- | --------------- |
| ۲۰۱۹            | بهترین فیلم                 | انگل            | نامزدشده        | [ ۲ ]           |
| ۲۰۱۹            | بهترین کارگردانی            | انگل            | نامزدشده        | [ ۲ ]           |
| ۲۰۱۹            | بهترین فیلم‌نامه اصلی        | انگل            | برنده           | [ ۲ ]           |
| ۲۰۱۹            | بهترین فیلم غیر انگلیسی‌زبان | انگل            | برنده           | [ ۲ ]           |

### جشنواره کن
| سال  | دسته    | اثر نامزد شده | نتیجه    | منابع |
| ---- | ------- | ------------- | -------- | ----- |
| ۲۰۱۷ | نخل طلا | اوکجا         | نامزدشده | [ ۳ ] |
| ۲۰۱۹ | نخل طلا | انگل          | برنده    | [ ۴ ] |

### جوایز گلدن گلوب
| سال  | دسته                    | اثر نامزد شده | نتیجه    | منابع |
| ---- | ----------------------- | ------------- | -------- | ----- |
| ۲۰۱۹ | بهترین کارگردانی – فیلم | انگل          | نامزدشده | [ ۵ ] |
| ۲۰۱۹ | بهترین فیلم‌نامه – فیلم  | انگل          | نامزدشده | [ ۵ ] |

## جوایز و نامزدی‌ها
| مرایم جوایز                         | سال  | اثر(ها)                            | دسته                                                     | نتیجه      | منابع         |
| ----------------------------------- | ---- | ---------------------------------- | -------------------------------------------------------- | ---------- | ------------- |
| جوایز فیلم آسیایی                   | ۲۰۰۷ | میزبان                             | بهترین فیلم                                              | برنده      |               |
| جوایز فیلم آسیایی                   | ۲۰۱۰ | مادر                               | بهترین فیلم                                              | برنده      | [ ۶ ]         |
| جوایز فیلم آسیایی                   | ۲۰۱۰ | مادر                               | بهترین فیلم‌نامه                                          | برنده      | [ ۶ ]         |
| جوایز فیلم آسیایی                   | ۲۰۲۰ | انگل                               | بهترین فیلم                                              | برنده      | [ ۷ ]         |
| جوایز فیلم آسیایی                   | ۲۰۲۰ | انگل                               | بهترین کارگردان                                          | نامزدشده   | [ ۷ ]         |
| جوایز فیلم آسیایی                   | ۲۰۲۰ | انگل                               | بهترین فیلم‌نامه                                          | برنده      | [ ۷ ]         |
| جوایز اسکرین آسیا پاسیفیک           | ۲۰۱۹ | انگل                               | بهترین فیلم                                              | برنده      | [ ۸ ]         |
| جشنواره فیلم آسیا پاسیفیک           | ۲۰۱۳ | برف‌شکن                             | بهترین کارگردان                                          | برنده      |               |
| جوایز اکتا                          | ۲۰۲۰ | انگل                               | بهترین فیلم آسیایی – سینما                               | برنده      | [ ۹ ] [ ۱۰ ]  |
| جوایز اکتا                          | ۲۰۲۰ | انگل                               | بهترین کارگردانی بین‌المللی – سینما                       | نامزدشده   | [ ۹ ] [ ۱۰ ]  |
| جوایز اکتا                          | ۲۰۲۰ | انگل                               | بهترین فیلم بین‌المللی – سینما                            | برنده      | [ ۹ ] [ ۱۰ ]  |
| جوایز اکتا                          | ۲۰۲۰ | انگل                               | بهترین فیلم‌نامه بین‌المللی – سینما                        | نامزدشده   | [ ۹ ] [ ۱۰ ]  |
| جوایز فیلم ایندیپندنت بریتانیا      | ۲۰۱۹ | انگل                               | یهترین فیلم ایندیپندنت خارجی                             | برنده      | [ ۱۱ ]        |
| جوایز هنری بکسانگ                   | ۲۰۰۷ | میزبان                             | بهترین فیلم                                              | برنده      | [ ۱۲ ]        |
| جوایز هنری بکسانگ                   | ۲۰۱۴ | برف‌شکن                             | بهترین کارگردان                                          | برنده      | [ ۱۳ ]        |
| جوایز هنری بکسانگ                   | ۲۰۲۰ | انگل                               | جایزه بزرگ – فیلم                                        | برنده      | [ ۱۴ ]        |
| جوایز هنری بکسانگ                   | ۲۰۲۰ | انگل                               | بهترین فیلم                                              | برنده      | [ ۱۴ ]        |
| جوایز هنری بکسانگ                   | ۲۰۲۰ | انگل                               | بهترین کارگردان                                          | نامزدشده   | [ ۱۴ ]        |
| جوایز هنری بکسانگ                   | ۲۰۲۰ | انگل                               | بهترین فیلم‌نامه                                          | نامزدشده   | [ ۱۴ ]        |
| جوایز فیلم اژدهای آبی               | ۲۰۰۳ | خاطرات قتل                         | Audience Choice Award                                    | برنده      | [ ۱۵ ]        |
| جوایز فیلم اژدهای آبی               | ۲۰۰۶ | میزبان                             | بهترین فیلم                                              | برنده      | [ ۱۶ ]        |
| جوایز فیلم اژدهای آبی               | ۲۰۰۶ | میزبان                             | Audience Choice Award                                    | برنده      | [ ۱۶ ]        |
| جوایز فیلم اژدهای آبی               | ۲۰۰۹ | مادر                               | بهترین فیلم                                              | برنده      | [ ۱۷ ]        |
| جوایز فیلم اژدهای آبی               | ۲۰۱۳ | برف‌شکن                             | بهترین کارگردان                                          | برنده      | [ ۱۸ ]        |
| جوایز فیلم اژدهای آبی               | ۲۰۱۹ | میزبان                             | بهترین فیلم                                              | برنده      | [ ۱۹ ]        |
| جوایز فیلم اژدهای آبی               | ۲۰۱۹ | میزبان                             | بهترین کارگردان                                          | برنده      | [ ۱۹ ]        |
| جوایز فیلم اژدهای آبی               | ۲۰۱۹ | میزبان                             | بهترین فیلم‌نامه                                          | نامزدشده   | [ ۱۹ ]        |
| جوایز فیلم بوایل                    | ۲۰۰۹ | مادر                               | بهترین فیلم                                              | برنده      |               |
| جوایز فیلم بوایل                    | ۲۰۱۳ | برف‌شکن                             | بهترین فیلم                                              | برنده      |               |
| جوایز فیلم بوایل                    | ۲۰۱۹ | انگل                               | بهترین فیلم                                              | برنده      |               |
| جوایز فیلم بوایل                    | ۲۰۱۹ | انگل                               | بهترین فیلم‌نامه                                          | برنده      |               |
| جوایز فیلم بوایل                    | ۲۰۱۹ | انگل                               | بهترین کارگردان                                          | نامزدشده   | [ ۲۰ ]        |
| جوایز منتقدان فیلم بوسان            | ۲۰۰۳ | خاطرات قتل                         | بهترین کارگردان                                          | برنده      | [ ۲۱ ]        |
| جوایز منتقدان فیلم بوسان            | ۲۰۰۳ | خاطرات قتل                         | بهترین فیلم‌نامه                                          | برنده      | [ ۲۱ ]        |
| جوایز منتقدان فیلم بوسان            | ۲۰۰۶ | میزبان                             | Special Jury Prize                                       | برنده      |               |
| جوایز منتقدان فیلم بوسان            | ۲۰۰۹ | مادر                               | بهترین فیلم                                              | برنده      | [ ۲۲ ]        |
| جوایز منتقدان فیلم بوسان            | ۲۰۱۳ | برف‌شکن                             | بهترین فیلم‌نامه                                          | برنده      | [ ۲۳ ]        |
| جوایز فیلم منتخب منتقدان            | ۲۰۲۰ | انگل                               | بهترین فیلم                                              | نامزدشده   | [ ۲۴ ]        |
| جوایز فیلم منتخب منتقدان            | ۲۰۲۰ | انگل                               | بهترین کارگردانی                                         | برنده      | [ ۲۴ ]        |
| جوایز فیلم منتخب منتقدان            | ۲۰۲۰ | انگل                               | بهترین فیلم‌نامه غیر اقتباسی                              | نامزدشده   | [ ۲۴ ]        |
| جوایز هنری فیلم چونسا               | ۲۰۰۳ | خاطرات قتل                         | بهترین فیلم                                              | برنده      |               |
| جوایز هنری فیلم چونسا               | ۲۰۰۳ | خاطرات قتل                         | بهترین کارگردان                                          | برنده      |               |
| جوایز هنری فیلم چونسا               | ۲۰۰۳ | خاطرات قتل                         | بهترین فیلم‌نامه                                          | برنده      |               |
| جوایز هنری فیلم چونسا               | ۲۰۱۹ | انگل                               | بهترین کارگردان                                          | برنده      | [ ۲۵ ]        |
| جوایز هنری فیلم چونسا               | ۲۰۱۹ | انگل                               | بهترین فیلم‌نامه                                          | برنده      | [ ۲۵ ]        |
| جوایز هنری فیلم چونسا               | ۲۰۲۰ | انگل                               | White Crane Award                                        | برنده      | [ ۲۶ ]        |
| جوایز کات کارگردان                  | ۲۰۰۰ | سگ‌هایی که پارس می‌کنند گاز نمی‌گیرند | Best New Director                                        | برنده      |               |
| جوایز کات کارگردان                  | ۲۰۰۳ | خاطرات قتل                         | بهترین کارگردان                                          | برنده      |               |
| جوایز کات کارگردان                  | ۲۰۱۴ | برف‌شکن                             | بهترین کارگردان                                          | برنده      | [ ۲۷ ]        |
| جوایز کات کارگردان                  | ۲۰۱۷ | اوکجا                              | بهترین کارگردان                                          | برنده      |               |
| جوایز کات کارگردان                  | ۲۰۱۹ | انگل                               | بهترین کارگردان                                          | برنده      | [ ۲۸ ] [ ۲۹ ] |
| جوایز کات کارگردان                  | ۲۰۱۹ | انگل                               | بهترین فیلم‌نامه                                          | برنده      | [ ۲۸ ] [ ۲۹ ] |
| جوایز انجمن کارگردانان آمریکا       | ۲۰۲۰ | انگل                               | Outstanding Directorial Achievement – Feature Film       | نامزدشده   | [ ۳۰ ]        |
| جشنواره بین‌المللی فیلم دبی          | ۲۰۰۹ | مادر                               | بهترین فیلم‌نامه                                          | برنده      |               |
| جوایز ناقوس بزرگ                    | ۲۰۰۳ | خاطرات قتل                         | بهترین فیلم                                              | برنده      | [ ۳۱ ]        |
| جوایز ناقوس بزرگ                    | ۲۰۰۳ | خاطرات قتل                         | بهترین کارگردان                                          | برنده      | [ ۳۱ ]        |
| جوایز ناقوس بزرگ                    | ۲۰۰۷ | میزبان                             | بهترین کارگردان                                          | برنده      | [ ۳۲ ]        |
| جوایز ناقوس بزرگ                    | ۲۰۲۰ | انگل                               | بهترین فیلم                                              | برنده      | [ ۳۳ ]        |
| جوایز ناقوس بزرگ                    | ۲۰۲۰ | انگل                               | بهترین کارگردان                                          | برنده      | [ ۳۳ ]        |
| جوایز ناقوس بزرگ                    | ۲۰۲۰ | انگل                               | بهترین فیلم‌نامه                                          | برنده      | [ ۳۳ ]        |
| جوایز فیلم هالیوود                  | ۲۰۱۹ | انگل                               | Hollywood Filmmaker Award                                | برنده      | [ ۳۴ ]        |
| Festival du Film Policier de Cognac | ۲۰۰۴ | خاطرات قتل                         | گرند پریکس                                               | برنده      |               |
| فانتاسپورتو                         | ۲۰۰۷ | میزبان                             | بهترین کارگردان                                          | برنده      |               |
| جوایز انجمن منتقدان فیلم کره‌ای      | ۲۰۰۳ | خاطرات قتل                         | بهترین فیلم                                              | برنده      |               |
| جوایز انجمن منتقدان فیلم کره‌ای      | ۲۰۰۳ | خاطرات قتل                         | بهترین کارگردان                                          | برنده      |               |
| جوایز انجمن منتقدان فیلم کره‌ای      | ۲۰۰۹ | مادر                               | بهترین فیلم                                              | برنده      |               |
| جوایز انجمن منتقدان فیلم کره‌ای      | ۲۰۰۹ | مادر                               | بهترین فیلم‌نامه                                          | برنده      |               |
| جوایز انجمن منتقدان فیلم کره‌ای      | ۲۰۱۳ | برف‌شکن                             | بهترین فیلم                                              | برنده      |               |
| جوایز انجمن منتقدان فیلم کره‌ای      | ۲۰۱۳ | برف‌شکن                             | بهترین کارگردان                                          | برنده      |               |
| جوایز انجمن منتقدان فیلم کره‌ای      | ۲۰۱۷ | اوکجا                              | FIPRESCI Award                                           | برنده      |               |
| جوایز انجمن منتقدان فیلم کره‌ای      | ۲۰۱۹ | انگل                               | بهترین فیلم                                              | برنده      | [ ۳۵ ]        |
| جوایز انجمن منتقدان فیلم کره‌ای      | ۲۰۱۹ | انگل                               | بهترین کارگردان                                          | برنده      | [ ۳۵ ]        |
| جوایز انجمن منتقدان فیلم کره‌ای      | ۲۰۱۹ | انگل                               | Top 10 Films of the Year                                 | برنده      | [ ۳۵ ]        |
| جوایز فیلم کره‌ای                    | ۲۰۰۳ | خاطرات قتل                         | بهترین فیلم                                              | برنده      | [ ۳۶ ]        |
| جوایز فیلم کره‌ای                    | ۲۰۰۳ | خاطرات قتل                         | بهترین کارگردان                                          | برنده      | [ ۳۶ ]        |
| جوایز فیلم کره‌ای                    | ۲۰۰۳ | خاطرات قتل                         | بهترین فیلم‌نامه                                          | برنده      | [ ۳۶ ]        |
| جوایز فیلم کره‌ای                    | ۲۰۰۶ | میزبان                             | بهترین فیلم                                              | برنده      | [ ۳۷ ]        |
| جوایز فیلم کره‌ای                    | ۲۰۰۶ | میزبان                             | بهترین کارگردان                                          | برنده      | [ ۳۷ ]        |
| انجمن منتقدان فیلم لس آنجلس         | ۲۰۱۹ | انگل                               | بهترین فیلم                                              | برنده      | [ ۳۸ ]        |
| انجمن منتقدان فیلم لس آنجلس         | ۲۰۱۹ | انگل                               | بهترین کارگردان                                          | برنده      | [ ۳۸ ]        |
| انجمن منتقدان فیلم لس آنجلس         | ۲۰۱۹ | انگل                               | بهترین فیلم‌نامه                                          | Runner-up  | [ ۳۸ ]        |
| حلقه منتقدان فیلم لندن              | ۲۰۲۰ | انگل                               | فیلم سال                                                 | برنده      | [ ۳۹ ]        |
| حلقه منتقدان فیلم لندن              | ۲۰۲۰ | انگل                               | کارگردان سال                                             | برنده      | [ ۳۹ ]        |
| حلقه منتقدان فیلم لندن              | ۲۰۲۰ | انگل                               | فیلم‌نامه‌نویس سال                                         | نامزدشده   | [ ۳۹ ]        |
| جشنواره بین‌المللی فیلم مار دل پلاتا | ۲۰۰۹ | مادر                               | SIGNIS Award                                             | برنده      |               |
| انجمن ملی منتقدان فیلم              | ۲۰۲۰ | انگل                               | Best Picture                                             | برنده      | [ ۴۰ ]        |
| انجمن ملی منتقدان فیلم              | ۲۰۲۰ | انگل                               | بهترین کارگردان                                          | جایگاه دوم | [ ۴۰ ]        |
| انجمن ملی منتقدان فیلم              | ۲۰۲۰ | انگل                               | بهترین فیلم‌نامه                                          | برنده      | [ ۴۰ ]        |
| جوایز انجمن تهیه‌کنندگان آمریکا      | ۲۰۲۰ | انگل                               | Outstanding Motion Picture Production                    | نامزدشده   | [ ۴۱ ]        |
| جشنواره بین‌المللی فیلم سن سباستین   | ۲۰۰۳ | خاطرات قتل                         | Silver Shell for Best Director                           | برنده      |               |
| جشنواره بین‌المللی فیلم سن سباستین   | ۲۰۰۳ | خاطرات قتل                         | Altadis New Director Award                               | برنده      |               |
| جشنواره بین‌المللی فیلم سن سباستین   | ۲۰۰۳ | خاطرات قتل                         | FIPRESCI Award                                           | برنده      |               |
| جشنواره فیلم سیتخس                  | ۲۰۰۶ | میزبان                             | Orient Express Award for Best Asian Film                 | برنده      |               |
| جوایز ستلایت                        | ۲۰۲۰ | انگل                               | بهترین کارگردان                                          | نامزدشده   | [ ۴۲ ]        |
| جوایز ستلایت                        | ۲۰۲۰ | انگل                               | Best Original Screenplay                                 | نامزدشده   | [ ۴۲ ]        |
| جشنواره بین‌المللی فیلم توکیو        | ۲۰۰۳ | خاطرات قتل                         | Asian Film Award                                         | برنده      |               |
| جشنواره فیلم تورین                  | ۲۰۰۳ | خاطرات قتل                         | Best Screenplay (Audience Award)                         | برنده      |               |
| جوایز انجمن نویسندگان آمریکا        | ۲۰۲۰ | انگل                               | Outstanding Writing – Motion Picture Original Screenplay | برنده      | [ ۴۳ ]        |